# 於福村
於福村（おふくそん）は、山口県美祢郡にあった村。現在の美祢市於福町各町にあたる。

## 地理
- 山岳 ： 天竺、雁飛山
- 河川 ： 厚狭川

## 歴史
- 1889年（明治22年）4月1日 - 町村制の施行により、於福下村・於福上村の区域をもって発足。
- 1954年（昭和29年）3月31日 - 大嶺町・伊佐町・東厚保村・西厚保村・豊浦郡豊田前町と合併して美祢市が発足。同日於福村廃止。

## 交通

### 鉄道路線
- 美禰線（現・美祢線）
  - 於福駅

### 道路
- 一般国道
  - 国道316号
- 主要地方道
  - 山口県道31号美東秋芳西寺線
  - 山口県道38号美祢油谷線
- 一般県道
  - 山口県道267号中ノ川於福停車場線
  - 山口県道341号大嶺於福線

## 施設
- 道の駅おふく